# Dödsdansen
Dödsdansen är en pjäs av August Strindberg från 1900. Huvudpersonerna är Edgar, artillerikapten, och hans fru Alice, före detta skådespelerska. Strindberg skrev under endast sex veckor både denna pjäs samt fortsättningen i Dödsdansen II.

## Handling
Dödsdansen handlar om artillerikaptenen Edgar och den före detta skådespelerskan Alice, två äkta makar som blivit varandras fångvaktare på en ö i skärgården. Efter 25 år tillsammans väller bitterhet och kärlekshat upp till ytan när vännen Kurt kommer på besök från Amerika. Pjäsen är ett triangeldrama med få roller. Den är en i grunden tragisk historia, men är rik på (ofta bitter) humor.
Det har gått 25 år sedan Edgar lockade Alice att lämna teatern för hans skull, och de två ska snart fira silverbröllop. Men äktenskapet är bottenfruset, de är bägge förbittrade över den uteblivna karriären. I tjugofem år har makarna plågat varandra, som en del i den dagliga rutinen. Makarna är dessutom hänvisade till varandra eftersom de bor isolerade på en befästningsö. När Kurt, en släkting från Amerika, kommer på besök bryts dödläget och tjugofem års bitterhet kommer i dagen. Men efter att striden lagt sig återgår allt till det gamla. Edgar och Alice är varandras fångvaktare. När Kurt kommer och erbjuder en möjlighet att bryta sig ut avvisar de honom, de föredrar sitt fängelse.

## Uppsättningar
- Intima teatern 1909, regi August Falck
- Kungliga Dramatiska Teatern 1921, regi Gustaf Linden
- Kungliga Dramatiska Teatern 1937, regi Olof Molander
- Kungliga Dramatiska Teatern 1959, regi Per-Axel Branner
- Kungliga Dramatiska Teatern 1967, regi Ulf Palme
- Kungliga Dramatiska Teatern 1983, regi Göran Graffman
- Kungliga Dramatiska Teatern 1993, regi Lars Norén
- Norrbottensteatern 1998, regi Eva Gröndahl
- Helsingborgs stadsteater 2002, regi Solbjørg Højfeldt
- Kungliga Dramatiska Teatern 2007 (tillsammans med Dödsdansen II), regi John Caird
- Stockholms Stadsteater och Strindbergs Intima Teater 2010, regi Mia Winge
- Stockholms Stadsteater 2011, regi Ragnar Lyth
- Strindbergs intima teater 2014, regi Görel Crona
- Maximteatern 2014, regi Stefan Larsson
- Stora Teatern Göteborg 2024, regi